# Szikra hadművelet
A Szikra hadművelet (oroszul операция «Искра», átírva operácija iszkra) szovjet támadás volt a második világháborúban, amelynek a volt a célja, hogy a német hadseregre, a Wehrmachtra csapást mérve megtörje Leningrád (a mai Szentpétervár) ostromát. Előkészítését már röviddel azután megkezdték, amikor 1942-ben kudarcot vallott az ugyanezt a célt szolgáló szinyavinói offenzíva. A német pozíciók a teljes szovjet fronton meggyengültek, miután a Harmadik Birodalom erői vereséget szenvedtek a sztálingrádi csatában 1942 és 1943 fordulóján. 1943 januárjában a szovjet erők a teljes fronton támadó hadműveletekbe kezdtek, különösen délen. A szovjet ellentámadás északi szárnya volt a Szikra.
A hadműveletet a szovjet hadsereg Leningrádi Frontja és Volhovi Frontja hajtotta végre a Balti Flotta közreműködésével, 1943 január 12 és 13 között, azzal a közvetlen céllal, hogy a körülzárt Leningrád számára összeköttetést létesítsen Oroszország meg nem szállt részeivel. A szovjet seregek január 18-ra egyesültek és a frontvonal 22-ére stabilizálódott. A hadművelet 10 kilométer széles folyosót nyitott a városba. Rajta keresztül gyorsan vasútvonalat építettek és ezen keresztül több utánpótlást lehetett eljuttatni Leningrádba, mint korábban a Ladoga-tó jegén keresztül. Ezzel jelentősen csökkent a város elfoglalásának és a várost körülzáró német és finn erők egyesülésének az esélye.
A siker lehetőséget nyújtson egy sokkal ambiciózusabb offenzíva, a Sarki fény hadművelet (poljarnaja zvezda) megindítására kevesebb, mint két héttel később. Ennek a célja már a döntő győzelem volt a német Északi Hadseregcsoport felett, és az ostrom megszüntetése. Ezt nem érte el, de a németeknek a támadás miatt fel kellett adniuk saját támadási tervüket, és többé nem is tudtak döntő rohamot indítani a város elfoglalására. A szovjet erők még többször is megpróbálkoztak támadással és az ostrom felszámolásával 1943-ban, mérsékelt sikerekkel. A megtisztított folyosó a német tüzérség hatótávolságán belül volt. Az ostromot csak 1944 január 27-én sikerült felszámolni.

## Fordítás
Ez a szócikk részben vagy egészben  az   Operation Iskra című angol Wikipédia-szócikk ezen változatának fordításán alapul.  Az eredeti cikk szerkesztőit annak laptörténete sorolja fel. Ez a jelzés csupán a megfogalmazás eredetét és a szerzői jogokat jelzi, nem szolgál a cikkben szereplő információk forrásmegjelöléseként.